# Pieve di Santa Maria a Civita
La pieve di Santa Maria a Civita, denominata anche pieve di Santa Maria a Moscona, è un edificio religioso situato nel comune di Grosseto. La sua esatta ubicazione è all'interno dell'area archeologica di Roselle, nella parte nord-orientale del territorio comunale.
L'edificio religioso era l'antica basilica paleocristiana di Roselle, risalente al periodo alto-medievale (VIII secolo). In epoca medievale la chiesa fu elevata a pieve autonoma, proseguendo le sue funzioni almeno fino a quasi tutto il Trecento, venendo citata in una bolla papale del 1188 e ricordata nelle Rationes Decimarum del tardo XIII e degli inizi del XIV secolo. Il definitivo abbandono dell'antica città etrusco-romana a vantaggio del fiorente capoluogo maremmano mise a dura prova il proseguimento dell'esistenza della pieve, tanto da venire definitivamente abbandonata in epoca tardomedievale.
La pieve di Santa Maria a Civita, che venne costruita utilizzando i materiali di recupero di edifici romani datati I secolo, conserva i suoi resti archeologici poco a est del foro, nel cuore dell'antica città di Roselle. Originariamente si presentava a tre navate seguendo i canoni delle antiche basiliche paleocristiane romane; verso l'anno Mille fu aggiunta una torre campanaria in prossimità della facciata anteriore. Il luogo di culto si presentava riccamente decorato, tanto che alcuni bassorilievi provenienti dalla basilica sono conservati a Grosseto presso il museo archeologico e d'arte della Maremma, mentre altri sono stati traslati e riutilizzati per decorare la pieve di San Martino a Batignano; un ultimo elemento decorativo è stato collocato invece lungo il paramento murario del complesso rurale denominato Il Serpaio.